# تحفة الأعيان بسيرة أهل عمان
تحفة الأعيان بسيرة أهل عمان كتاب قيم كُتب على جزئين. في الجزء الأول يبدأ المؤلف بالتعريف عن عُمان، وفضائل أهل عُمان، كيف دخل العرب في عُمان، وأخذها من الفرس وتوافد العرب إليها بعد فتحها. كما يتطرق إلى وصول مالك بن فهم وملكه ووفاته وبعض أخبار أولاده، وإسلام ملوك عمان وأهاليهم واستقبالهم لعمرو بن العاص. المؤلف يتطرق أيضاً إلى تفاصيل أئمة عمان ومبايعتهم ابتداءً من إمامة الجلندي بن مسعود بن جيفر بن جلندى، مروراً إلى الإمام الصلت بن مالك إلى إمامة بركات بن محمد بن إسماعيل. ويختتم الجزء الأول بذكر ملوك بني نبهان المتأخرين.
الجزء الثاني من الكتاب يبدأ بذكر إمامة ناصر بن مرشد اليعربي وما تلاه من الأئمة وأخبارهم ويختتم الجزء بدولة السلطان فيصل بن تركي وما جرى في عهده من الحروب الداخلية وغيرها من الأحداث.
يعد كتاب التحفة نموذجاً للأسلوب التقريري الذي يناسب كتابة التاريخ وتحليله، حيث ابتعد عن الخيال، ونأى عن العواطف التي قد تسيطر على المؤرخ حين يميل إلى اتجاه معين، الأمر الذي جعل عباراته تخلو من التكلف، وتناسق ألفاظها السهلة الواضحة مع معانيها مطابقة لمقتضى الحال والمقام.